# Nathanael Villanueva
Nathanael Ace Pineda Villanueva, noto semplicemente come Nathanael Villanueva (Quezon City, 25 ottobre 1995), è un calciatore filippino, portiere svincolato.

## Carriera

### Nazionale
Con la nazionale filippina Under-23 ha disputato un incontro di qualificazione per la Coppa d'Asia Under-23 2018.
È stato incluso nell'elenco dei convocati per la Coppa d'Asia 2019.